# Louis Bonaparte
Pour les articles homonymes, voir Maison Bonaparte, Louis Bonaparte (homonymie) et Bonaparte (homonymie).
Ne doit pas être confondu avec Louis-Napoléon Bonaparte, Louis-Napoléon, prince impérial ou Louis Bonaparte.
Louis Bonaparte, né le 2 septembre 1778 à Ajaccio (Corse) et mort le 25 juillet 1846 à Livourne (Toscane), est un prince français qui fut roi de Hollande de 1806 à 1810 sous le nom de Louis Napoléon Ier (Lodewijk Napoleon I en néerlandais). Fils de Charles Bonaparte et de Letizia Ramolino, il est membre de la maison Bonaparte et un des quatre frères de l'empereur Napoléon Ier ainsi que le père de Napoléon III.
Après une carrière militaire dans l'entourage de son frère, il devient roi de Hollande, en 1806, après la création du royaume de Hollande par Napoléon. Partagé entre son devoir de roi hollandais et ses obligations de prince français, ses relations avec Napoléon se tendent au point d'être contraint à l'abdication en 1810, entraînant l'annexion du royaume à l'Empire français. Il vit ensuite sous le nom de comte de Saint-Leu en exil, devient le nouveau chef de la famille impériale après le décès de son frère Joseph en 1844 et le demeure jusqu'à sa mort en 1846. Six ans plus tard, son fils Louis-Napoléon Bonaparte, président de la République française depuis 1848, instaure le Second Empire sous le nom de Napoléon III, en 1852, à la faveur du coup d'État du 2 décembre 1851.
Louis Bonaparte est inhumé à Saint-Leu-la-Forêt, son nom est gravé sous l'arc de triomphe de l'Étoile (25e colonne).

## Carrière militaire

### Jeunesse et formation

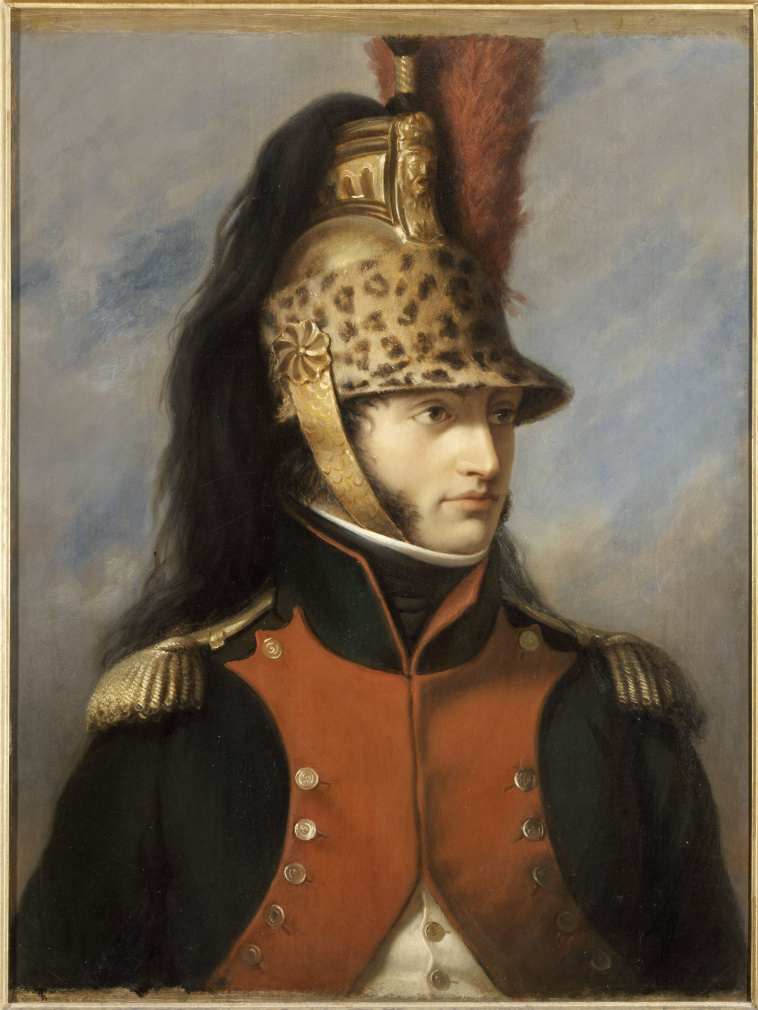
Charles Jalabert, Louis en uniforme du 5e régiment de dragons (1852). Château de Malmaison, Rueil-Malmaison.

Napoléon l’avait destiné et préparé à la vie militaire ; après une formation à l’école d’artillerie de Châlons-sur-Marne, il put acquérir une expérience militaire sur différents théâtres de guerre. À l’âge de 18 ans, il devint aide de camp attaché à l’état-major du général en chef Bonaparte dans la campagne d’Italie, nommé capitaine au 5e régiment de hussards ; il suivit son frère en Égypte. En 1803, il devient général de brigade.
À la satisfaction de Napoléon, Louis se battit avec une énergie et un courage remarquables dans les premiers rangs de plusieurs batailles. Cependant, il se battait par devoir, manquait d'enthousiasme et éprouvait un profond dégoût devant la violence des champs de bataille, le pillage et les dévastations.

### Avènement de l'Empire
Il reçut, à la création de l'Empire, le titre de grand connétable de France. Il fut promu grand aigle de la Légion d'honneur le 13 pluviôse an XIII (2 février 1805).
Il occupa en 1805, à la tête de l'armée du Nord, le territoire de la République batave, et quitta loyalement le pays aux premières nouvelles de la paix, ce qui lui concilia l'estime des Bataves.

## Roi de Hollande (mai 1806- juillet 1810)

### Création du royaume de Hollande
Ayant transformé la République française en monarchie héréditaire, Napoléon Ier souhaita faire de même avec les républiques sœurs alliées de la France. Placer des membres de la famille impériale sur ces nouveaux royaumes permettrait en outre de renforcer, dans un premier temps au moins, la tutelle de la France. Aussi, comme il l'avait fait pour la République italienne, Napoléon souhaita la transformation de la République batave en royaume de Hollande dont il annonça le 14 mars 1806 qu'il souhaitait le confier à Louis. Louis émit cependant des réserves contre les plans de son frère. Depuis des années, sa mauvaise santé — il avait des rhumatismes — l’obligeait à fréquenter régulièrement des lieux de cure et il se voyait mal s’installant dans un pays froid. Il ne lui plaisait pas non plus d’être obligé d’obéir sans discuter aux ordres de l’Empereur. Mais, devant l’obstination de Napoléon, Louis, qui adopta la devise « Fais ce que dois, advienne que pourra » s’inclina.

Monogramme du roi Louis.

Sur l'ordre de l'Empereur, une délégation du gouvernement batave partit pour Paris afin de discuter le changement de pouvoir. Napoléon refusa toutefois de la recevoir lui-même et, à leur grande humiliation, les membres de la délégation durent demander à Louis, au nom du peuple batave, d’être leur souverain. Une façade de légalité ne pouvait dissimuler le fait qu’on imposait un roi aux Bataves. L’idée était de renforcer le pays afin de faire front contre l’ennemi commun : le Royaume-Uni. Napoléon promit un régime favorable à la prospérité de la nation, avec un souverain qui stimulerait la réconciliation nationale et raffermirait l’union d'un pays affaibli par ses divisions entre unitaristes, fédéralistes et orangistes. Le traité, signé le 24 mai 1806, stipule que Louis maintiendra les lois constitutionnelles et les libertés de 1805. Le traité reconnaît ainsi les principes fondamentaux de la révolution batave et maintenait la langue, la monnaie et la religion du pays. La nouveauté est le fait que la Hollande de tradition républicaine et fédérale allait devenir une monarchie héréditaire centralisée avec un roi étranger, de nationalité française et de religion catholique.

### Absence d'opposition à la nouvelle royauté

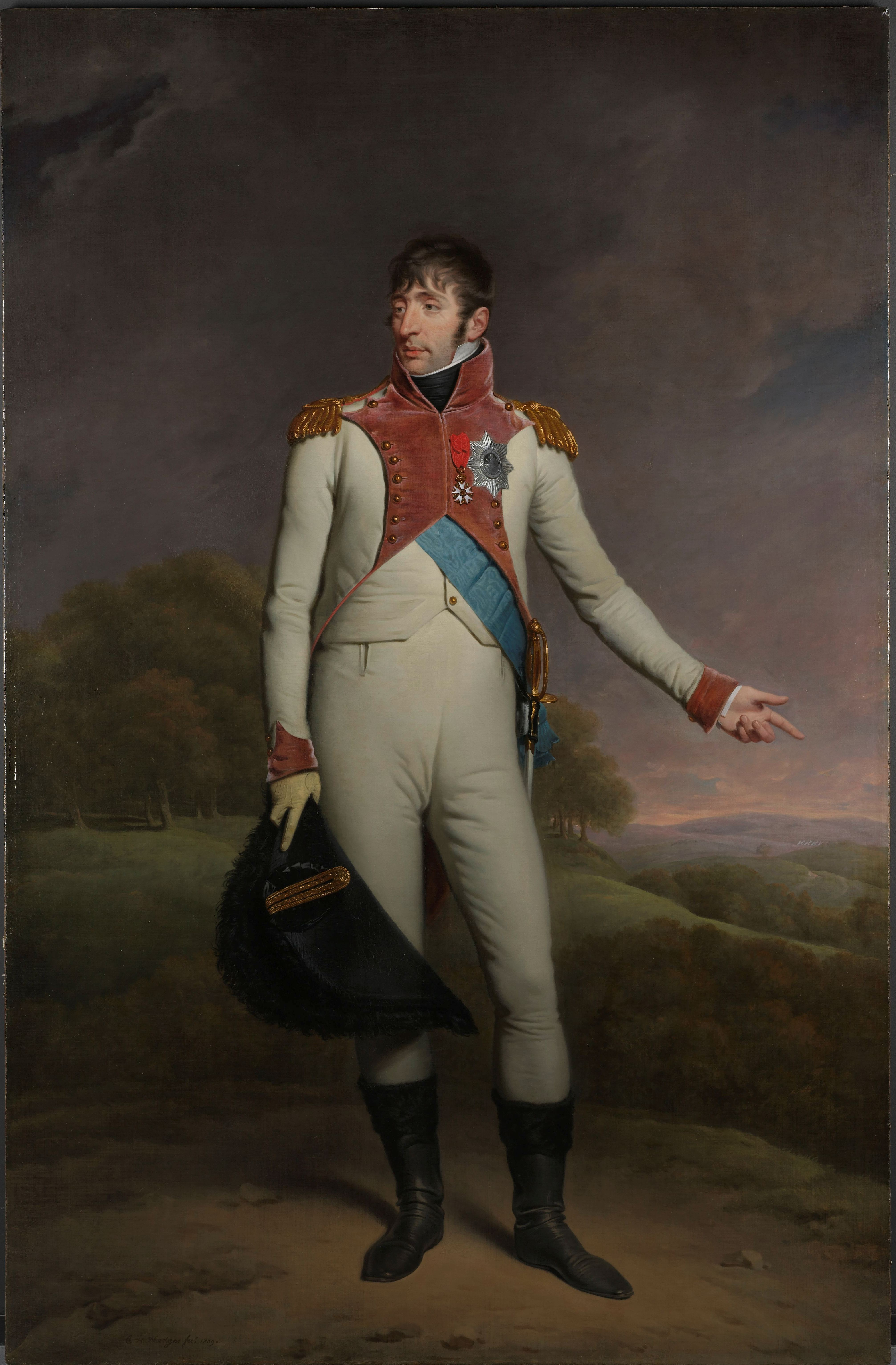
Portrait de Louis Napoléon, roi de Hollande, par Charles Howard Hodges.

Lors de son arrivée en Hollande, Louis aurait donc pu rencontrer un problème d'autorité et une réelle opposition, les Hollandais se trouvant devant un roi qui leur avait été imposé. Une république séculaire avait été, pour la première fois de son histoire et avec brutalité, transformée en monarchie, alors que les patriotes s’étaient précisément opposés avec énergie aux ambitions du stadhouder Guillaume V, réelles ou supposées, de devenir roi. Il n'y eut en réalité que peu de résistance ; l’entrée de Louis à La Haye laissa voir dans le public plus de curiosité que d’enthousiasme, mais pas d'hostilité. Seuls quelques tracts incitaient à la protestation et à la révolte. Des chansonnettes joyeuses, créées et distribuées à l’occasion de l’entrée royale à Amsterdam se répandirent rapidement. Plusieurs raisons peuvent expliquer l'absence d'opposition à la nouvelle monarchie et au nouveau souverain :
- jusqu'à la Révolution batave, les Provinces-Unies avaient été une république quasi-héréditaire puisque les stadhouders qui avaient tenu le pouvoir entre leurs mains, avaient, avec l'approbation des États généraux, pu nommer leur fils comme successeur. Le stadhouder Guillaume V gouvernait en fait comme un monarque ;
- les Hollandais attendaient ce qu’allait apporter le nouveau souverain et l’arrivée de Louis créa de fait un double espoir : la fin des guerres et donc le retour de la prospérité d'une part, la fin des dissensions internes et donc la concorde intérieure d'autre part ;
- même si, par l’intermédiaire de son frère, Napoléon tirait les ficelles, le pays restait nominalement indépendant et conservait ses lois propres et sa religion ; en particulier, il était dispensé de conscription. Somme toute, l'assujettissement à la France n’était pas total. Les élites du pays pouvaient comprendre qu'en cas d'échec de Louis, Napoléon annexerait le pays ; il faudrait alors supporter la conscription et contribuer à remplir des caisses de l’État, désespérément vides. Mieux valait un roi que l'annexion ;

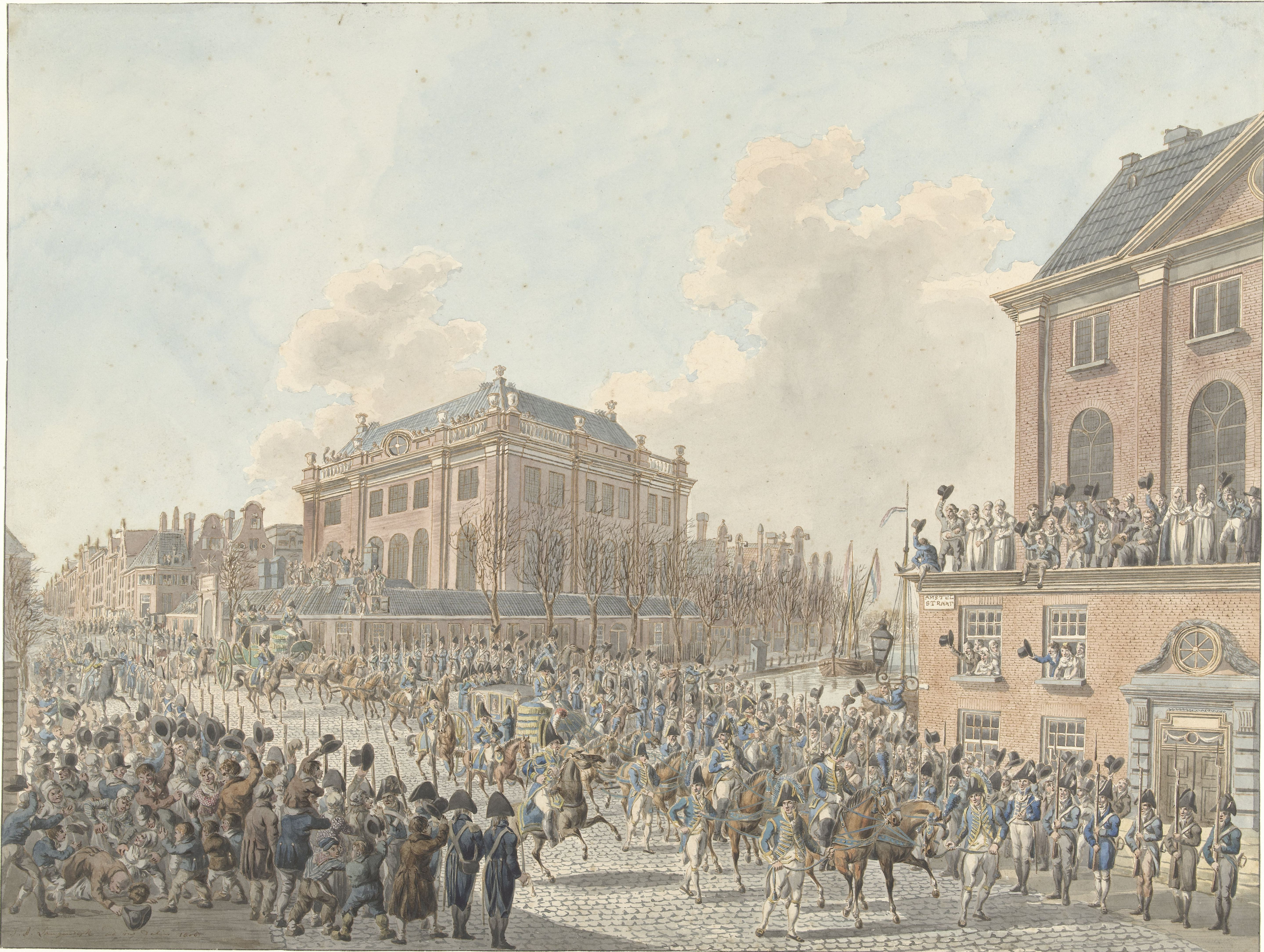
Arrivée du roi à Amsterdam.

- Arrivée du roi à Amsterdam. l'attitude même du roi a pu désamorcer les critiques voire les révoltes que les conditions de son arrivée au pouvoir auraient pu susciter :
  - il témoigna immédiatement d'un fort intérêt pour son royaume : il voulut tout savoir sur sa nouvelle patrie et commanda maints rapports sur les sciences, les arts, l’agriculture, la religion, le commerce, les finances, les familles importantes, « le mérite et la moralité des personnes qu’il trouverait en arrivant[8] » ;
  - Louis Bonaparte tenta dès le début de son règne de convaincre ses sujets qu’il désirait être une « majesté nationale », terme employé par le roi lui-même. Louis ne se contenta pas que le pays se résignât à sa présence, il tâcha de gagner son affection et de justifier son autorité. Dès son discours de réception, il se hâta de rassurer les Hollandais : même s’il était né en France, il jura de veiller aux intérêts de ses sujets ;
  - la haute idée que Louis se faisait du métier de roi a pu contribuer à rassurer les Hollandais : Louis partageait avec son frère l’idée qu’il devait une grande part de sa légitimité à son labeur en faveur du peuple ; cette nouvelle idée de la souveraineté royale revue à l’aune de la Révolution française se manifesta dès son arrivée par la mise en place rapide de divers chantiers politiques, administratifs, culturels, sanitaires, économiques, artistiques. Se levant à cinq heures, donnant des audiences de sept à neuf, présidant le Conseil d’État de dix à douze, travaillant l’après-midi avec les ministres[9], le roi, même s'il dut adopter à partir de 1807 un rythme plus souple et adapté à sa santé, sut convaincre une nation sérieuse et travailleuse qu'il avait les qualités propres à la gouverner et désarmer des préventions ;
  - Louis prit sa tâche au sérieux, suivit des cours de langue auprès de Willem Bilderdijk, écrivain et poète de cour, dans l’idée de maîtriser le néerlandais. De plus, Louis promit de maintenir le néerlandais comme langue officielle de l'administration, et bien que cette décision fût surtout destinée à gêner dans leur tâche les espions français, elle lui valut la sympathie du peuple.

### Politique royale et ambition nationale

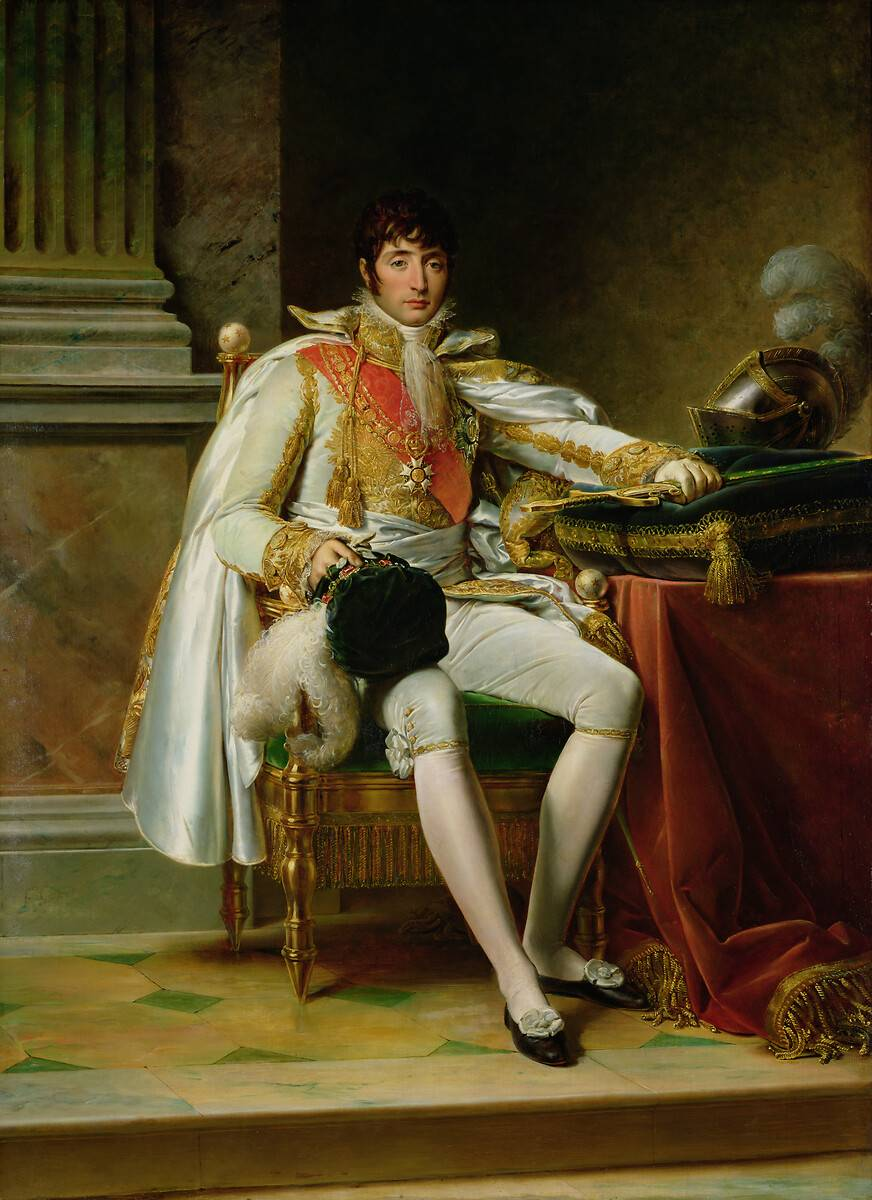
Portrait du roi Louis, peint par François Gérard.

Le roi Louis désira travailler au bonheur et à la prospérité de ses peuples ; pour cela, il voulut connaître son royaume, non seulement par des rapports mais par des inspections, et lancer de nombreuses réformes dans les domaines administratifs, législatifs, culturels et sanitaires.

#### Pacification religieuse et unification nationale
Les minorités religieuses obtinrent davantage de droits. Certes, la Révolution batave avait accordé l’égalité civile aux Juifs et aux catholiques, mais dans la pratique la discrimination n’avait absolument pas disparu[réf. nécessaire]. C’est pourquoi en 1808, il proclama officiellement l’égalité religieuse, fit entrer en toute connaissance de cause des Juifs dans l’administration et s’irrita du manque d'intérêt des catholiques qui continuaient à se tenir à l’écart. Sur ordre du roi, les protestants rendirent même quelques lieux de culte aux catholiques, comme la cathédrale Saint-Jean à Bois-le-Duc.
L'ambition du roi était d'exalter l’histoire du royaume de Hollande en y associant sa politique d'unité nationale : il s'agissait d'en finir avec les dissensions politiques, l’esprit fédéraliste, les luttes entre aristocrates et démocrates, afin que tous travaillent à la régénération de la patrie. L’idée de Louis de nationaliser l’ancienne fédération néerlandaise n’était pas neuve ; les révolutionnaires bataves avaient aussi souhaité établir un corps de nation mais Louis pensait qu'une monarchie à la fois centralisée et constitutionnelle était mieux à même d'atteindre cet objectif. Louis déclarera dans ses mémoires : « Le chef suprême de l’administration doit imprimer à toutes ses branches son esprit, sa volonté : c’est l’unité de mouvement qui est le principal avantage de la monarchie. »

#### Unification et humanisation du droit
Au moyen de la codification du droit, Louis travailla à la fois à son unification et à son humanisation.
Il fait établir une législation uniforme à l'ensemble du pays, supprimant les droits particuliers. La codification prévue à l'époque révolutionnaire n’avait pu être menée à bien faute de consensus. Les travaux s’étaient amorcés et les commissions avaient émis des idées, mais les troubles politiques en avaient freiné l’achèvement et la diffusion, tandis que la Haute Cour nationale renâclait à en accepter les nouveautés. Sous la direction autoritaire de Louis, ces codes vont être rapidement achevés. Le Code civil français fut adapté et adopté le 1er mai 1809 et Louis fit en outre rédiger un code national de droit pénal qui fut achevé un peu plus tard. La codification, comme en France, fut un moyen d'unifier davantage le droit mais aussi l’État et la nation. Louis exprima le souhait de donner à la Hollande des lois qui soient de préférence « celles qui réunissent le plus de clarté et de précision, et qui sont les plus favorables à la conservation des mœurs et du caractère national ». Il ne s'agissait pas de plaquer le modèle français mais de l'adapter dans un souci de renforcement de l'unité et de l'identité nationale.
Les idées libérales de Louis transparaissaient dans le nouveau code avec l’abolition de la torture et du travail forcé. Lors de l’achèvement du code pénal, le ministre de la justice et de la police, Cornelis van Maanen, et les juristes en général freinèrent les avancées plutôt humanitaires proposées par Louis qui voulait abolir la peine de mort, les amendes et peines financières injustes pour les pauvres ; de fait, il usa généreusement du droit de grâce, ce qui contraria son frère.

#### Politique culturelle
Louis s’intéressait beaucoup à la culture et était conscient que les sciences et les arts sont un apport essentiel pour la réputation et la prospérité d’une nation et pour les progrès de l’esprit humain. Il prit de nombreuses initiatives dans ce domaine :
Institutions culturelles :
- le 22 janvier 1807, fut créée une direction générale des beaux-arts ; un décret de 21 articles précisa les domaines de la mission de ce fonctionnaire : les musées, l’élévation du niveau de l’art grâce à un rapatriement des artistes travaillant à l’étranger, l’organisation de concours et d’expositions dans le but de dresser un inventaire toujours plus précis de la vie artistique en Hollande ; l’amélioration de l’enseignement artistique et la gestion du patrimoine sous forme de collection nationales ; l'établissement d'un rapport détaillé sur ces sujets à publier mensuellement dans un Journal des Beaux-Arts, ainsi qu’un bilan financier annuel ; la mission principale était la promotion de l’art contemporain hollandais ; le 14 octobre 1807, la fonction fut confiée à Johan Meerman, qui devint directeur général des sciences et des arts ;
- le 21 avril 1808, il fonda le musée royal d'Amsterdam ; il reçut de La Haye les tableaux de la Galerie nationale créée en 1800. Le musée devait servir de lieu de formation pour les artistes ; la même fonction allait être attribuée à son successeur, le Rijksmuseum ;
- le 6 mai 1808, il créa l’Institut royal des sciences, des lettres et des beaux-arts, qui devint un organe consultatif pour le roi et son gouvernement ; prédécesseur de l’académie royale néerlandaise des sciences, la quatrième classe (les beaux-arts et la musique) devait formuler des rapports et des recommandations à la demande du roi et des ministres ;
- en 1806, fut créée une bibliothèque royale qui s'enrichit rapidement sous son impulsion avec l'achat en 1807 de la collection de l’avocat Joost Romswinckel, comprenant près de 24 000 volumes, principalement sur l’histoire des Pays-Bas et 10 000 cartes, puis en 1809, de la collection d’incunables et de manuscrits de Jacob Visser, procureur du gouvernement ;

Architecture :

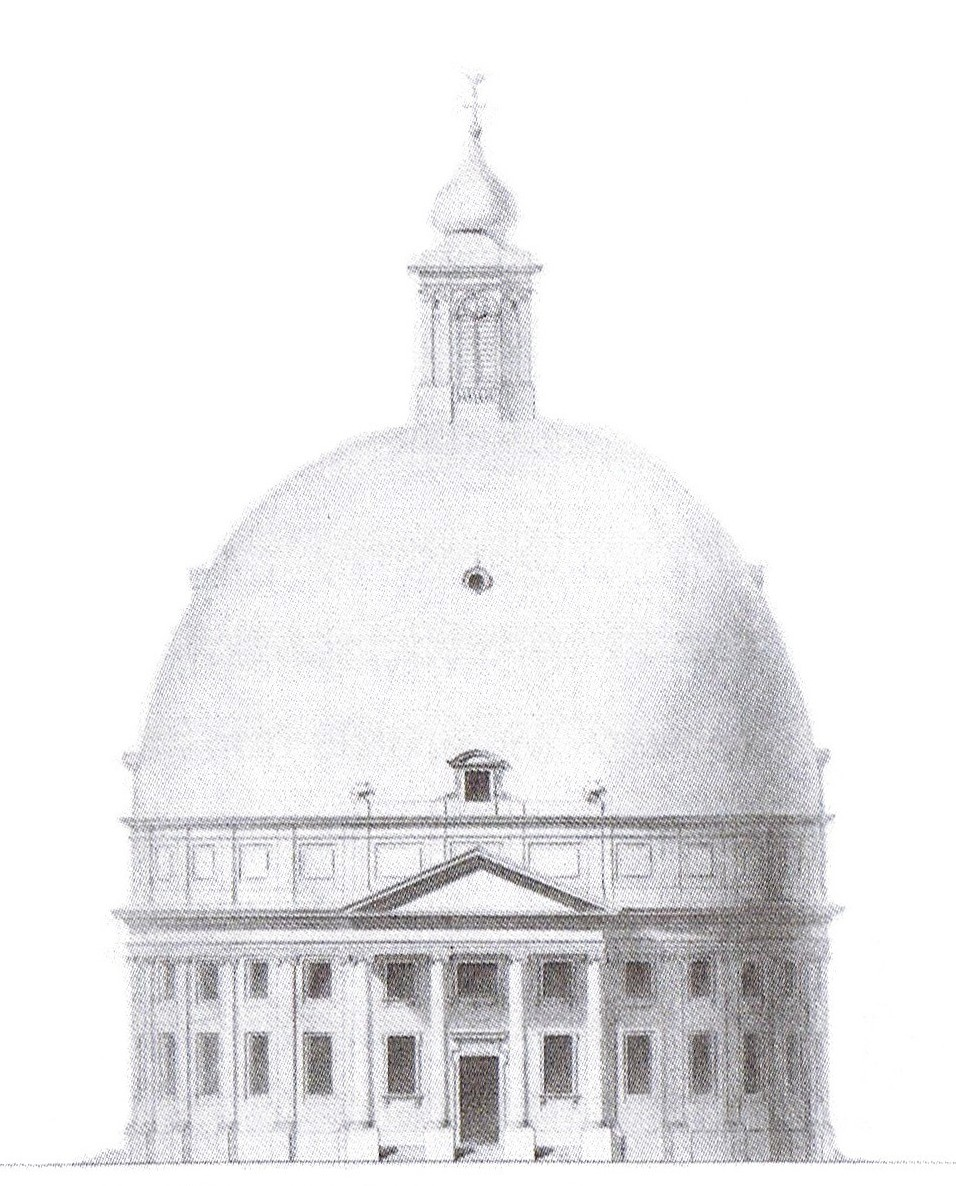
Projet d'église simultanée au Loo (F.L. Gunckel, 1810).

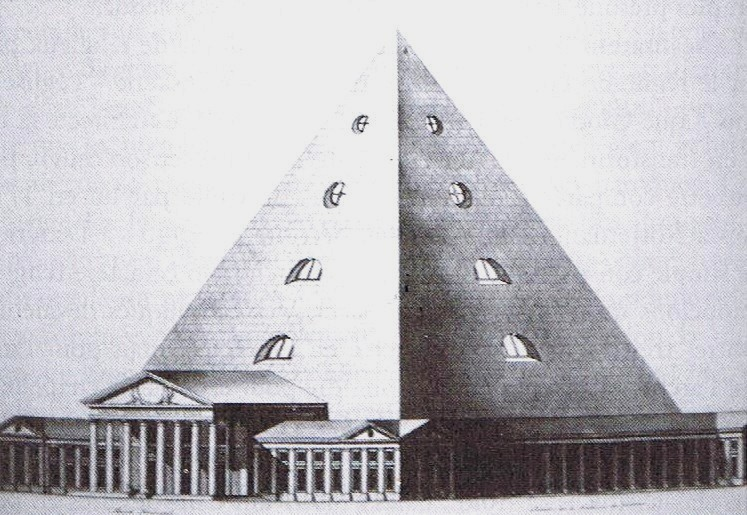
Projet de Palais des Sciences et des Arts à Amsterdam (Abraham van der Hart, 1809).

- Louis chercha à doter la nouvelle royauté hollandaise de palais ; soucieux d’imposer sa nouvelle monarchie, Louis savait qu’il devait donner une certaine splendeur royale à une Hollande à l’image bourgeoise et provinciale. Il récupéra ainsi les résidences des anciens stadhouders, notamment le palais du Bois, dans les bois entourant La Haye ou le palais Het Loo près d’Apeldoorn, pour faire de cette dernière sa résidence d’été. Il acquit ou projeta d'autres résidences. Il intervint directement dans leur aménagement et modifia de sa main les dessins qu’on lui soumettait. Le palais du Dam, l’imposant hôtel de ville des régents du Siècle d’or, était sombre et peu confortable ; ses caves abritaient des prisons que Louis transforma en caves à vin ;
- le roi n’entendait pas limiter son mécénat aux palais royaux : qu’il s’agisse d’un hôtel de ville, d’un musée d’un ministère, d’un asile d’aliénés, Louis considérait que son autorité et celle de ses fonctionnaires devait être incontournable et prééminente[12]. Pour tout projet important s’inscrivant dans un programme national, l’État doit être consulté ou prendre l’initiative[Note 1];
- pour réconcilier protestants et catholiques, Louis demanda à l’automne 1809 qu’on lui présente un projet d’église double à construire dans les environs du palais du Loo et qui devait pouvoir accueillir sous un même toit les fidèles des deux confessions. Les archives conservent deux projets d’église dessinés par Gunckel et destinées à Apeldoorn : un édifice rond à coupole et un autre rectangulaire[13] ;
- Louis eut également le projet d’ériger un palais des sciences et des arts à Amsterdam, où seront réunis l’Institut Royal, la Bibliothèque royale, le Musée royal, l’Académie de dessin et la galerie de Sculptures. L’architecte Abraham Van der Hart en dessina le projet en 1809 mais l’abdication de Louis en empêcha la réalisation[14]. Van der Hart s’en inspira après l’annexion pour le colossal monument de la Victoire devant être élevé sur le Mont-Cenis à la gloire de l’Empereur[15];
- Louis souhaita relever le niveau de l'architecture, mission qu'il confia à la quatrième classe de l’institut royal des sciences, des lettres et des beaux-arts créé en 1808 et que rejoignirent les architectes Giudici, Ziesenis, Van der Hart, Van Westernhout, Johan Philip Posth. Louis jugeant médiocre le niveau de l’architecture hollandaise nomma un Français, Jean-Thomas Thibault, à la tête du nouveau service des bâtiments royaux. Cette médiocrité était liée à l’absence d’enseignement professionnel de l’architecture tel que celui dispensé en France par l’Académie d’architecture[Note 2]. L’art relevant du domaine de l’État selon le roi, Meerman, un ancien régent de Leyde, nommé directeur général des sciences et des arts, chercha à mettre sur pied un enseignement centralisé et nationalisé de l’architecture. Chaque année, on envoya à Rome quelques jeunes élèves pour qu'ils étudient durant deux ans une discipline artistique : architecture, sculpture, peinture. Des pensionnaires sont envoyés sous la supervision de Percier et travaillent dans l’atelier d’un architecte français[16],[Note 3];
- Louis lança la reconstruction de Leyde, après l'explosion de 1807, avec une université et une caserne[17];

Peinture :
- il chercha à relever le niveau de la peinture hollandaise dans le domaine du grand genre (la peinture d’histoire). La société Teylers de Haarlem ouvrit un concours en 1806 sur la question de savoir pourquoi l’art néerlandais n’avait jamais acquis une grande réputation dans le grand genre mais dans les genres inférieurs. La plupart des participants notèrent les avantages de la monarchie pour les arts : le souverain et sa cour attirent auprès d’eux les artistes pour qu’ils laissent à la postérité un souvenir éloquent de leur pouvoir et de leur splendeur. Le bon goût s’étend par la suite à l’ensemble de la population[18]. L’espoir demeurait que ressuscite une école hollandaise digne de ce nom. Lui-même allait souvent visiter le musée Teylers à Haarlem et il fit organiser différentes expositions artistiques publiques. En 1808, Pieter Gerardus van Os remporta le prix Louis Bonaparte du meilleur paysage, lors de la première exposition publique d'art contemporain néerlandais à Amsterdam avec son tableau Paysage vallonné avec du bétail[19].

#### Politique sanitaire
La politique sanitaire fut une préoccupation du roi, avec notamment la mise en place de règles d'hygiène, l'aménagement des villes, et la gestion des digues :
- à la mort de son fils aîné au printemps 1807, la santé publique devient une des priorités de Louis qui s’inquiète de l’hygiène nationale. Esther Starkenburg a montré ainsi comment ce roi de constitution fragile prit un soin particulier à fixer des règles d’hygiène devant garantir la santé de chacun. Il cherche à persuader ainsi les Hollandais à se faire vacciner contre la maladie ;
- dans sa capitale, Amsterdam, il projette des fontaines et des jardins publics afin que circulent l’eau et l’air ; il demanda des plans pour remédier au croupissement des canaux et émanations nauséabondes qui s’en dégagent ; Louis initia un programme de transformation de la ville et de promotion d’une bonne circulation de l’air, d’un accès à l’eau potable, d’une alimentation saine et d’exercices physiques quotidiens. Louis voulait purifier Amsterdam en se concentrant sur les trois éléments qui le préoccupaient dans ses choix de résidence de campagne : l’air, la nourriture, l'exercice physique. Pour cela, il lança un programme incluant l’éloignement des abattoirs du centre de la ville, l’assèchement des marais, l’agrandissement des places et des voies de circulations, la construction de pompes et de fontaines, la promotion des promenades et de l’exercice par la multiplication des promenoirs publics et des parcs (il en avait prévu également au Muiderpoort, au Leidsepoort et sur l’Overtoom). Napoléon ne lui laissa finalement pas le temps de mettre ce programme en œuvre[20];
- Louis prit conscience de l’importance du département des digues qu'il ne cessa durant son règne de rehausser, restaurer et modifier. Louis émit aussi le souhait d'améliorer les quartiers juifs qu’il considérait comme misérables.

##### Politique scolaire

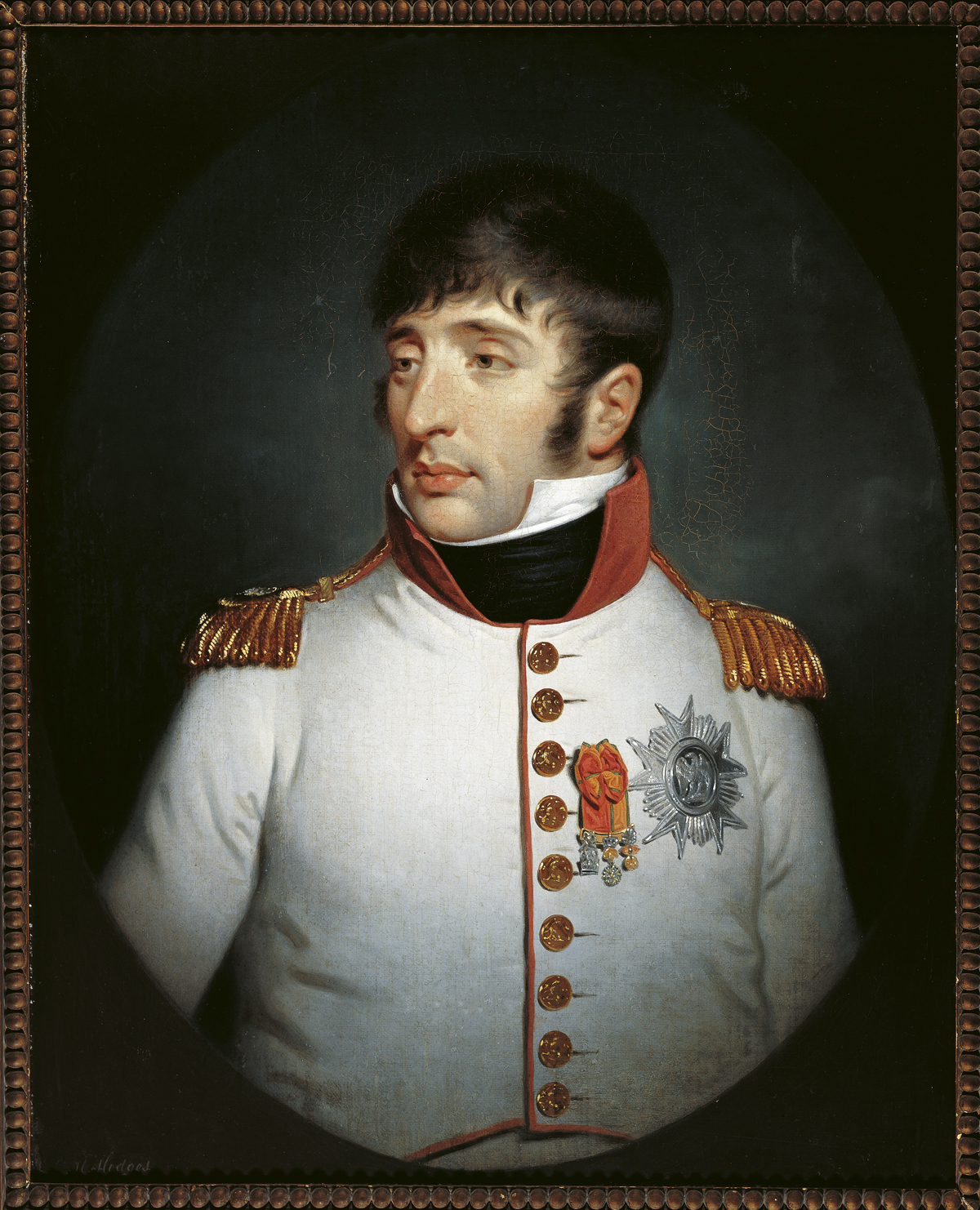
Louis en 1808.

Louis concevait l'école comme un moyen de progrès et d'unification nationale. Par des leçons uniformes, une politique nationale, la standardisation de l’idiome et une inspection publique des professeurs et des écoles fut créé un système scolaire conséquent. Cette aspiration de la révolution batave convenait bien à Louis dont la politique visait à faire de son royaume une nation. La réforme fut un succès administratif indéniable auquel il contribua sur trois points :
- il reprit la loi de 1806 sans la modifier de sorte que Napoléon Ier et Guillaume Ier reçurent un héritage élaboré d’instruction primaire[21],[Note 4];
- il favorisa une sécularisation croissante de l’enseignement et ainsi créa les conditions d’émancipation des minorités religieuses ;
- il favorisa aussi la modernisation des universités et de l’enseignement professionnel et secondaire.

##### Fidélisation des élites
Le roi fut soucieux de créer un sentiment de fidélité et d'unité nationale parmi les élites :
- à cette fin, il créa un ordre de chevalerie : l’ordre de l’Union. Il conçut celui-ci comme un instrument pour souder la nation autour du trône et œuvrer à la réconciliation nationale. Dans ses mémoires, il affirmera que c’était « la seule chose capable de détruire un peu l’esprit égoïste des négociants, de les attacher à leur pays et de les engager même à des sacrifices[22] ». La médaille porte dans sa version de 1807 l’inscription « L’unité fait la force », une devise républicaine hérité des anciennes provinces unies. À la différence de la Légion d’honneur plus démocratique, la décoration de Louis fut surtout attribuée à des nobles et des riches du royaume ;
- de plus, il souhaita intégrer la noblesse dans l'édifice constitutionnel ; il exigea en 1808 la rédaction d’un nouveau texte constitutionnel car celui de 1806 lui semble désuet ; il ambitionne une constitution vraiment monarchique inspirée de l’Angleterre et de Montesquieu ; il aurait souhaité que la noblesse constitutionnelle puisse siéger dans la seconde Chambre, nommée Sénat[23].

##### Tournées d'inspection dans le royaume
Le roi Louis ne s’enferma pas dans son palais de La Haye, mais fit des visites régulièrement dans son royaume, même là où le stathouder Guillaume V ne s’était montré que rarement, voire jamais. Ces tournées n’étaient pas simplement faites pour donner le change : il se tenait au courant des problèmes qu’il rencontrait et il tâchait de les résoudre. C’est ainsi que dans le Brabant où une mystérieuse maladie faisait rage, il n’hésita pas à rendre visite aux malades au risque d’altérer sa propre santé. Choqué par la souffrance il fit venir immédiatement les médicaments nécessaires, distribua de l'argent pour couvrir les premières nécessités et fit venir un médecin de Boxmeer ; en quelques semaines, l'épidémie fut jugulée. Étant venu au-devant de ceux qui avaient besoin de son aide, trouvant toujours la solution nécessaire, il acquit rapidement le respect de la nation.

##### Réformes administratives
La ligne directrice de Louis tant qu’il fut roi fut de créer l'unité nationale dans un pays profondément marqué par le sentiment régional. Le roi renforça les pouvoirs de l'administration centrale sur les administrations locales. À ses yeux, la Hollande était en morceaux et devait constituer une unité organique : c’est que les villes et les régions menaient la plupart du temps leur politique propre et se sentaient peu concernées par les décisions prises lointainement, à La Haye. Louis divisa le pays en dix départements/provinces, plaçant à la tête de chacun un gouverneur (landdrost) qui, à l'exemple des préfets français, surveillait à son niveau la politique locale. Les maires des grandes villes furent désormais nommés par le souverain. Du fait des réformes jacobines de Louis, le pouvoir de l’État hollandais fut concentré, centralisé, « modernisé », au détriment de la démocratie et des représentations locales.

##### Réformes financières
Louis incita son ministre des Finances Alexander Gogel à moderniser et simplifier le système fiscal. Depuis 1798, Gogel s’en préoccupait mais il préféra démissionner en 1809, le roi ne lui manifestant pas assez son soutien. Louis désirait un budget annuel clair et précis, et se flattait de réduire la dette nationale et d’introduire des économies ; mais cela était en contradiction avec les projets onéreux qu’il entendait mettre en œuvre, notamment dans tout ce qui touchait à la réorganisation onéreuse de la marine, de l’armée et de l’administration. De fait, Louis attendait de la paix générale le retour à une pleine prospérité et donc au bon équilibre des finances.

### Les difficultés du règne

#### Les catastrophes nationales

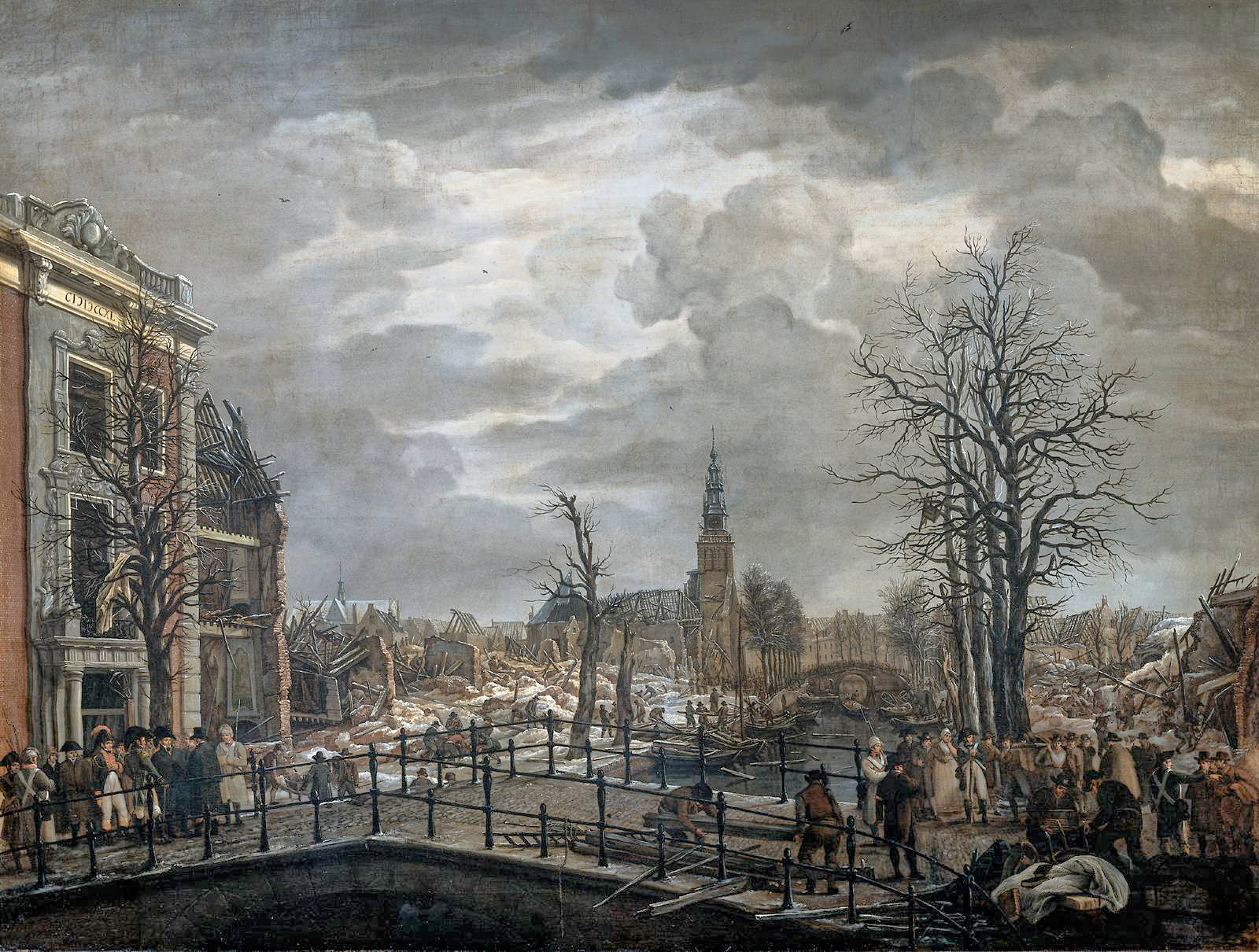
Le roi visite la ville de Leyde après l'explosion en 1807.

Deux catastrophes nationales donnèrent à Louis de façon inattendue l'occasion de se conduire comme un roi soucieux de son peuple.
- un après-midi glacial de janvier 1807, un navire chargé de poudre explosa dans le centre de Leyde. On entendit la détonation jusqu'à La Haye ; du cargo seule l'ancre fut retrouvée, dans un pré à l'extérieur de la ville. Louis se rendit le jour même sur les lieux de la catastrophe et les ravages causés l’affectèrent profondément. Des centaines de maisons avaient disparu, une classe d’école tout entière était ensevelie sous les décombres et entre les ruines noircies par le feu on voyait les restes des victimes ;
  - le roi intervint efficacement : la Garde royale fut déployée sur place afin de déblayer les décombres, le roi coordonna également les activités de sauvetage, demanda aux boulangers de Delft de faire cuire du pain pour les sinistrés, fit venir à Leyde son chirurgien personnel et fit aménager le palais Bosch en hôpital pour soigner les blessés. Ce n’est que le lendemain qu’il retourna à la Haye. Louis veilla également à l'avenir : il interdit le transport de poudre dans les endroits densément peuplés, créa un fonds pour les catastrophes où il versa lui-même 30 000 florins et il exempta d'impôts la ville de Leyde pour les dix années suivantes ;
  - le peuple apprécia tout de suite cette attitude de son souverain. Partout on ne parlait plus que de « Louis le Bon, le père des malheureux ». Le poète de cour Willem Bilderdijk chanta ses louanges, tandis que se multipliaient les dessins, les gravures et les tableaux destinés à glorifier la compassion du roi pour son peuple ;
- les inondations de 1809 lui donnèrent à nouveau l'occasion d’agir. Des villages entiers avaient été submergés par les rivières en crue, et la Betuwe était devenue une immense mer intérieure. Sans laisser voir la moindre peur, Louis aida lui-même à renforcer les digues avec des sacs de sable, il coordonna les actions de secours et se rendit dans les villages les plus isolés du territoire pour redonner courage à la population. Une nouvelle fois, Louis donna aux illustrateurs l’occasion de représenter ses actes de bienveillance : une gravure célèbre le montre sur une digue étroite, les pieds dans l’eau, en train de réconforter de ses paroles des villageois désemparés. Cette offensive de charme et son énergie dans l’action eurent le plus grand succès car, au cours d'un voyage en Hollande du Nord, la population d'Edam lui pardonna son origine française. Il espéra à ce moment-là que les Hollandais oublieraient un jour qu'il n’était pas né dans leur pays, en entendant dire à un vieil homme : « Depuis Leyde nous avons déjà oublié tout cela. »

#### Critiques contre le souverain

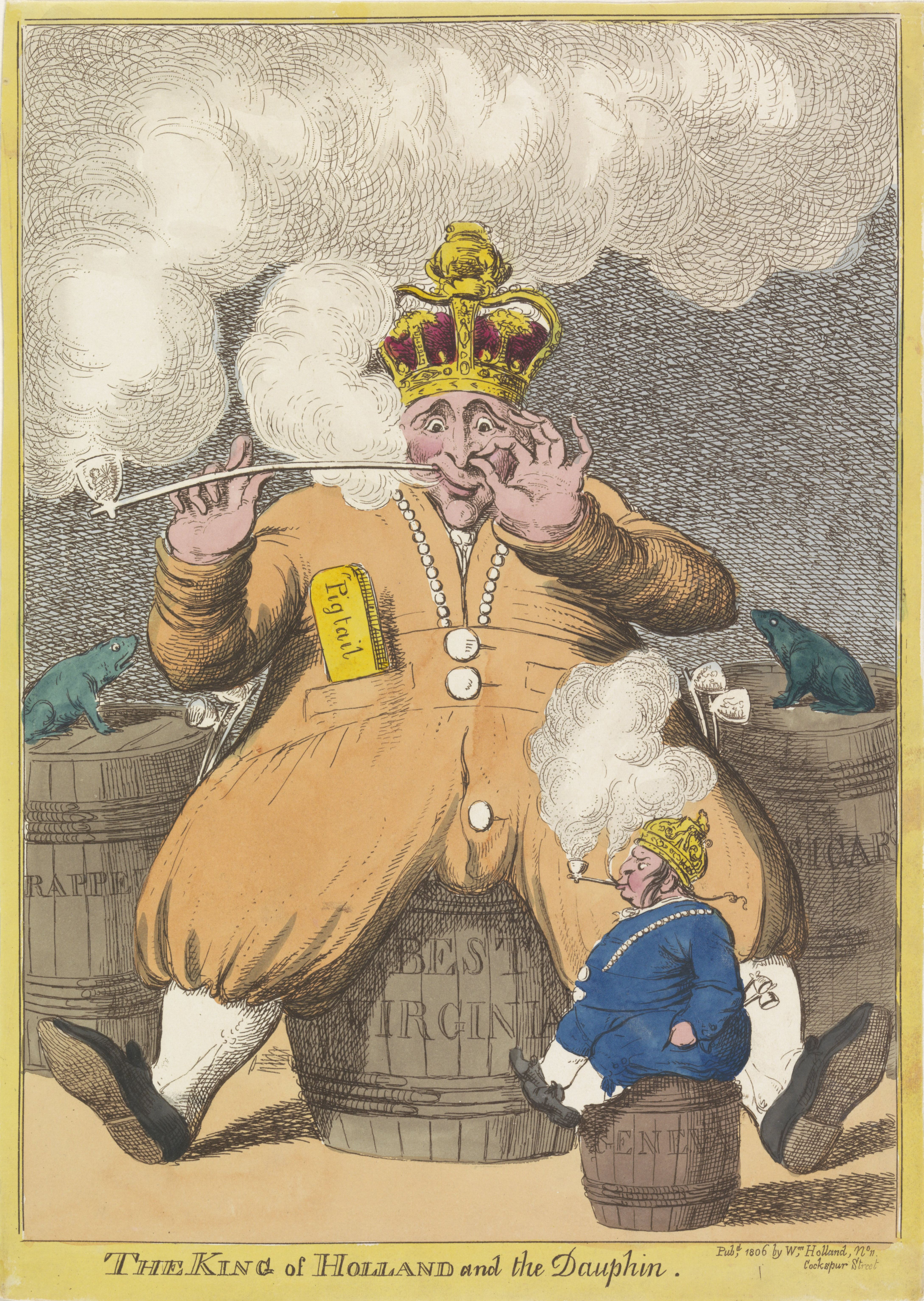
Caricature anglaise représentant le roi Louis et son fils le prince royal.

Les sujets de Louis ne lui prodiguaient pourtant pas que des éloges. Son penchant pour le luxe et la pompe monarchique passaient mal auprès des Hollandais habitués à l’économie, et qui voyaient d’un mauvais œil ce roi qui se transportait à grands frais d’un palais à l’autre après les avoir fait luxueusement aménager. Jugeant mauvais pour sa santé le climat de La Haye, trop proche de la mer, il décida de déménager à Utrecht en 1807, et y dépensa des sommes énormes pour la réalisation d’un palais royal au centre-ville. Il n’y habita d’ailleurs pas longtemps car à peine quelques mois plus tard, il s’installait au palais d'Amsterdam, sur le barrage, où il fit tout démolir pour avoir une plus belle vue. Mais à Amsterdam non plus, il ne put se sentir à l’aise, si bien qu’il passait son temps de préférence à l'extérieur de la ville dans des endroits ombragés comme à Haarlem au Soestdijk, ou à Amelisweerd (nl).

#### Le conflit avec Napoléon
Napoléon n’appréciait pas la politique de son frère, auquel il reprochait de faire passer les intérêts de la Hollande avant ceux de la France. Effectivement, même s’il avait la plupart du temps exécuté les ordres de son frère, en fermant par exemple les ports hollandais aux navires britanniques, Louis cherchait la plupart du temps l’avantage de son pays, notamment sur des sujets comme la conscription, la dette ou le blocus continental :

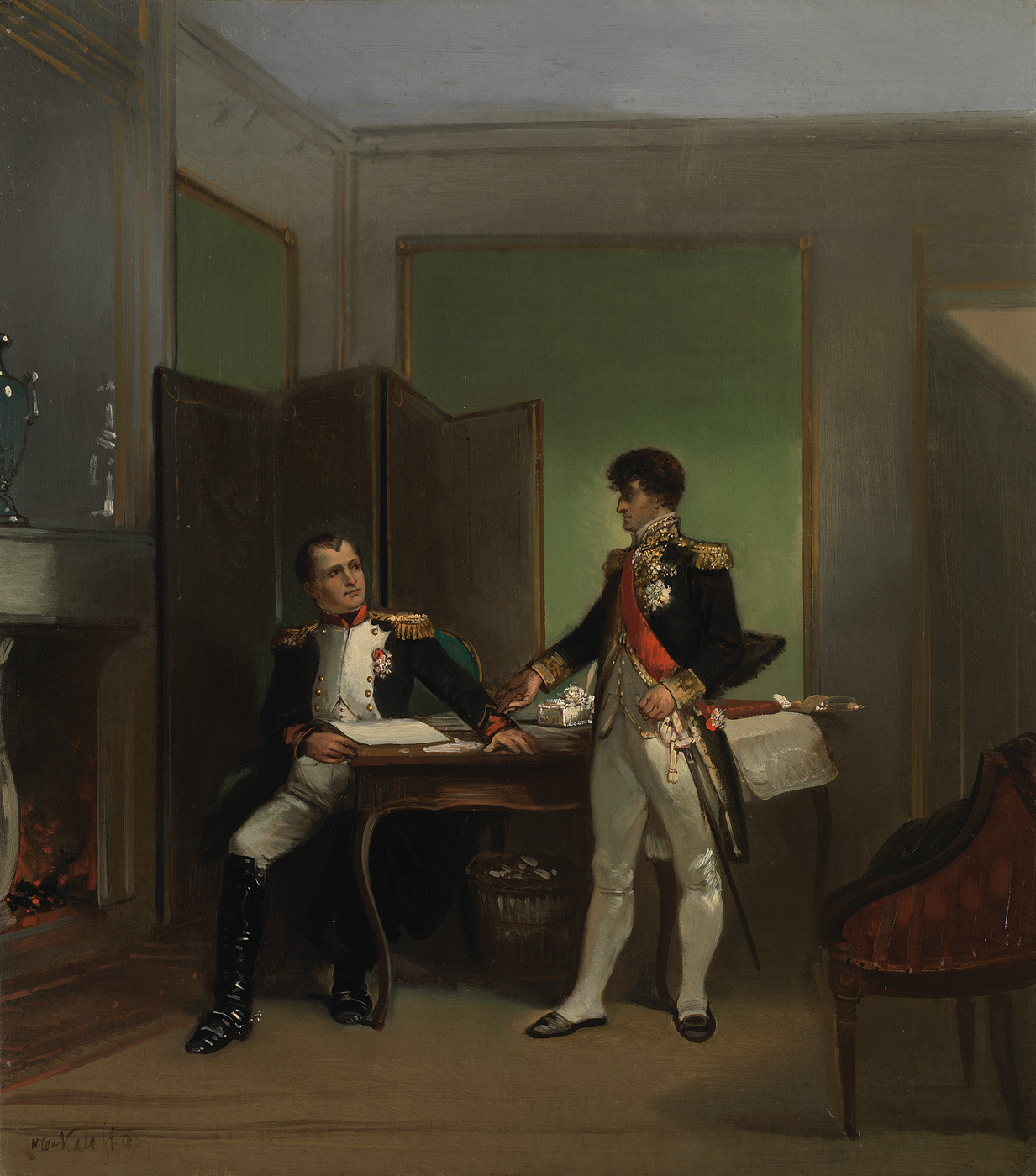
et son frère Louis en 1809.

- ce qui mécontenta dès le début l’Empereur, ce fut le refus de Louis d’introduire dans son royaume la conscription, alors que Napoléon exigeait toujours plus de soldats. Son frère s’estimait incapable de répondre à ses demandes puisque, sur une population de deux millions d'âmes, on ne pouvait fournir une contribution militaire de 40 000 soldats ;
- il refusait également de réduire autoritairement des deux tiers la dette publique, comme le lui demandait Napoléon : une pareille mesure aurait ruiné nombre de particuliers qui avaient des créances sur l’État et l’économie, déjà affaiblie, aurait reçu un nouveau coup ;
- Louis s’opposa à l’exigence de Napoléon de respecter strictement le blocus continental. Pour obliger le Royaume-Uni, son ennemi déclaré, à venir à composer, Napoléon avait interdit tout commerce avec ce royaume, ce qui mettait Louis en colère parce qu’une telle mesure ne pouvait que donner le coup de grâce à une économie déjà chancelante. Le système était en principe inflexible et les ports étaient fermés, mais le roi essayait de fermer les yeux sur les contrebandiers qui profitaient de la longueur de la côte. Lorsqu’en 1809 une armée britannique débarqua dans l'île de Walcheren et conquit la forteresse stratégique de Bath, ouvrant ainsi la route vers Anvers, Napoléon déversa contre son frère un nouveau flot de critiques. Bien que Louis eût réussi à arrêter à temps la marche des Britanniques, qui se virent décimés par les fièvres et qu’ayant rassemblé des troupes à la hâte, il eût repris la forteresse, Napoléon jugea que son frère le desservait. Selon lui, c’était le refus de Louis d’introduire en Hollande la conscription, sous prétexte qu’elle était impopulaire, qui avait permis au Royaume-Uni de réussir son invasion.

### Fin du royaume de Hollande
Napoléon essaya d’abord d'amadouer son frère en lui proposant le trône d’Espagne, mais Louis refusa. L'Empereur décida alors de prendre le commandement lui-même. Pendant l'été 1809, Louis dut, sur l’ordre de son frère, se rendre à Paris, bien qu'en traînant les pieds, et là, après des mois de querelle, fut obligé de signer un traité cédant à la France le Sud de la Hollande. En 1810, Louis revint vers ses sujets, mais peu de temps après les « troupes françaises de surveillance » étendirent encore leur contrôle sur les villes de l’Ouest du pays. Louis se rendit compte que l’affaire était perdue ; sans consulter son frère, il abdiqua en faveur de son jeune fils Napoléon-Louis Bonaparte, qui fut aussi roi de la Hollande mais pour quelques jours seulement, et s’enfuit à Vienne. La Hollande fut occupée par Napoléon et annexée à l’Empire français.

## Exil et carrière littéraire
L'empereur d'Autriche François Ier le reçut en tant que frère de son gendre à Vienne, puis à Graz. Il y connut Johann Wolfgang von Goethe. Ce prince philosophe vécut alors dans la retraite sous le nom de comte de Saint-Leu, refusa d'obéir à son frère qui souhaitait son retour en France, tenta de négocier son retour sur le trône batave en échange d'une aide à son frère lors de la campagne de Russie, et quitta l'Autriche pour Lausanne, en Suisse, lorsque François Ier se joignit à la coalition antifrançaise. Après les premières défaites de Napoléon en Russie, il vit son frère une dernière fois aux Tuileries le 23 janvier 1813, s'offrant en vain comme intermédiaire entre Napoléon et les empereurs russe et autrichien. L'effondrement de l'Empire permit un retour à l'indépendance néerlandaise : Louis fut évoqué par une partie des notables néerlandais pour redevenir roi de Hollande, malgré le sentiment antifrançais que l'annexion avait fait grandir. En raison de sa santé, il renonça à tenter de prendre possession de la couronne par un coup de force sur place, qui pouvait s'appuyer sur sa relative popularité, malgré l'insistance de ses deux frères Joseph et Jérôme. Les élites locales préférèrent le retour de la maison d'Orange. En décembre 1813, Guillaume d'Orange est proclamé roi. Le sentiment antinapoléonien devenant net en Suisse, il accepta l'invitation du pape Pie VII à Rome, où se trouvaient d'autres membres de la famille Bonaparte, et resta étranger au retour de Napoléon en 1815. Après la mort de celui-ci, il obtint l'autorisation de quitter Rome pour Florence.
Il a publié des Documents historiques sur le gouvernement de la Hollande (3 volumes in-8, Paris, 1820), ouvrage essentiel pour l'histoire du royaume de Hollande. Il s'intéressa aussi à l'histoire du Parlement britannique.
Comme ses frères Lucien et Joseph, il cultiva les lettres.
Il avait en 1814 dans un Essai sur la versification, proposé de substituer le rythme à la rime en scandant les vers français suivant l'accent prosodique : il voulut même appliquer ce système et composa quelques poésies en vers rythmiques (Lucrèce, tragédie, Ruth et Noémie, opéra comique) ; mais cette tentative n'eut aucun succès.
On a encore de lui :
- des Odes (Vienne, 1813) ;
- des Poésies diverses (Florence, 1828), où l'on trouve, avec une philosophie douce, de nobles sentiments exprimés en beaux vers ;
- un roman, Marie ou les peines de l'amour (publié dès 1800, réimprimé en 1814 sous le titre de Marie ou les Hollandaises), un roman qui paraît être sa propre histoire.

En 1840, le roi des Pays-Bas l'invita à visiter son ancien royaume où il fut surpris de sa popularité. En 1844, le décès de Joseph Bonaparte, son frère aîné, fit de lui le chef de la maison Bonaparte (Lucien ayant été exclu de la succession par Napoléon en 1812). Devenu chef de famille, Louis mourut d'une attaque à Livourne le 25 juillet 1846, ce qui fit de son dernier fils, Charles-Louis-Napoléon (futur Napoléon III), le chef de la dynastie Napoléon.

## Mariage et enfants

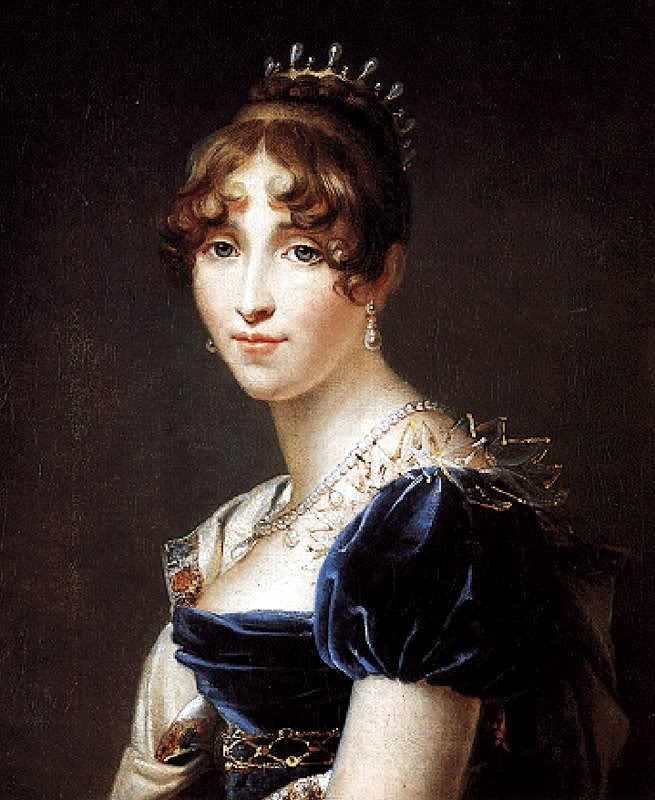
La reine Hortense.

En 1802, Napoléon Ier avait marié son frère Louis à sa belle-fille Hortense de Beauharnais (1783 – 1837), issue du premier mariage de Joséphine avec Alexandre de Beauharnais et également fille adoptive de Napoléon, mais cette union ne fut pas heureuse. Hortense ne voulut pas rester longtemps avec son mari en Hollande qu’elle trouvait trop froide et elle revint en France, puis le couple se sépara. Ils ont eu cependant trois fils :
- Napoléon-Charles (1802 – 1807), prince royal de Hollande ;
- Napoléon-Louis (1804 – 1831), prince royal puis roi de Hollande sous le nom de Louis II et grand-duc de Berg ;
- Charles-Louis-Napoléon (1808 – 1873), qui devint empereur des Français sous le nom de Napoléon III.

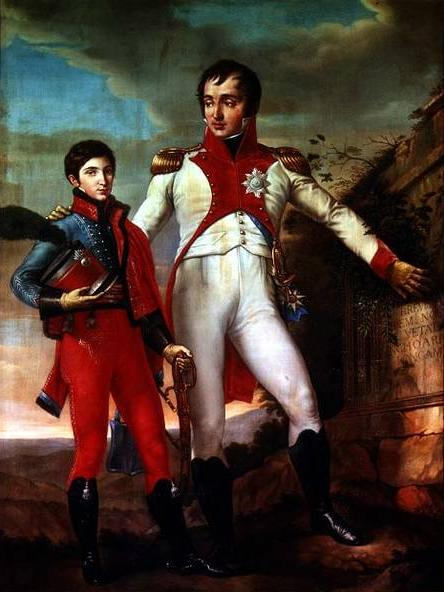
Louis avec son fils, le prince royal Napoléon-Louis.

Louis Bonaparte laisse des enfants naturels, dont notamment de son union avec Jeanne-Félicité Roland :
- Louis (ou François Louis Gaspard?), comte de Castelvecchio (Rome, 26 avril 1826 – Rennes, 29 mai 1869), qui épouse en Florence en 1847 Élise Pasteur d'Etreillis (Paris, 1826 – Florence, 1894), et postérité féminine[26].

Le 22 avril 1838, il aurait épousé en secondes noces (à l'âge de 60 ans) la marquise Julia Livia di Strozzi, alors âgée de 16 ans. Elle serait la fille du duc Ferdinand Strozzi (1775 – 1838). L'union n'aurait abouti à aucune postérité. La réalité de l'union est cependant sujette à caution, et Léonce de Brotonne déclare que « le mariage projeté de Louis avec la fille du marquis Strozzi ne s'accomplit pas ». L'unique fille du duc Ferdinand Strozzi qui correspondrait aux descriptions des auteurs serait Mathilde Strozzi, décédée à 1 h le 12 mai 1839, à l’âge de 17 ans. Son acte de décès stipule qu'elle était « nubile », c'est à dire célibataire.

## Sépulture

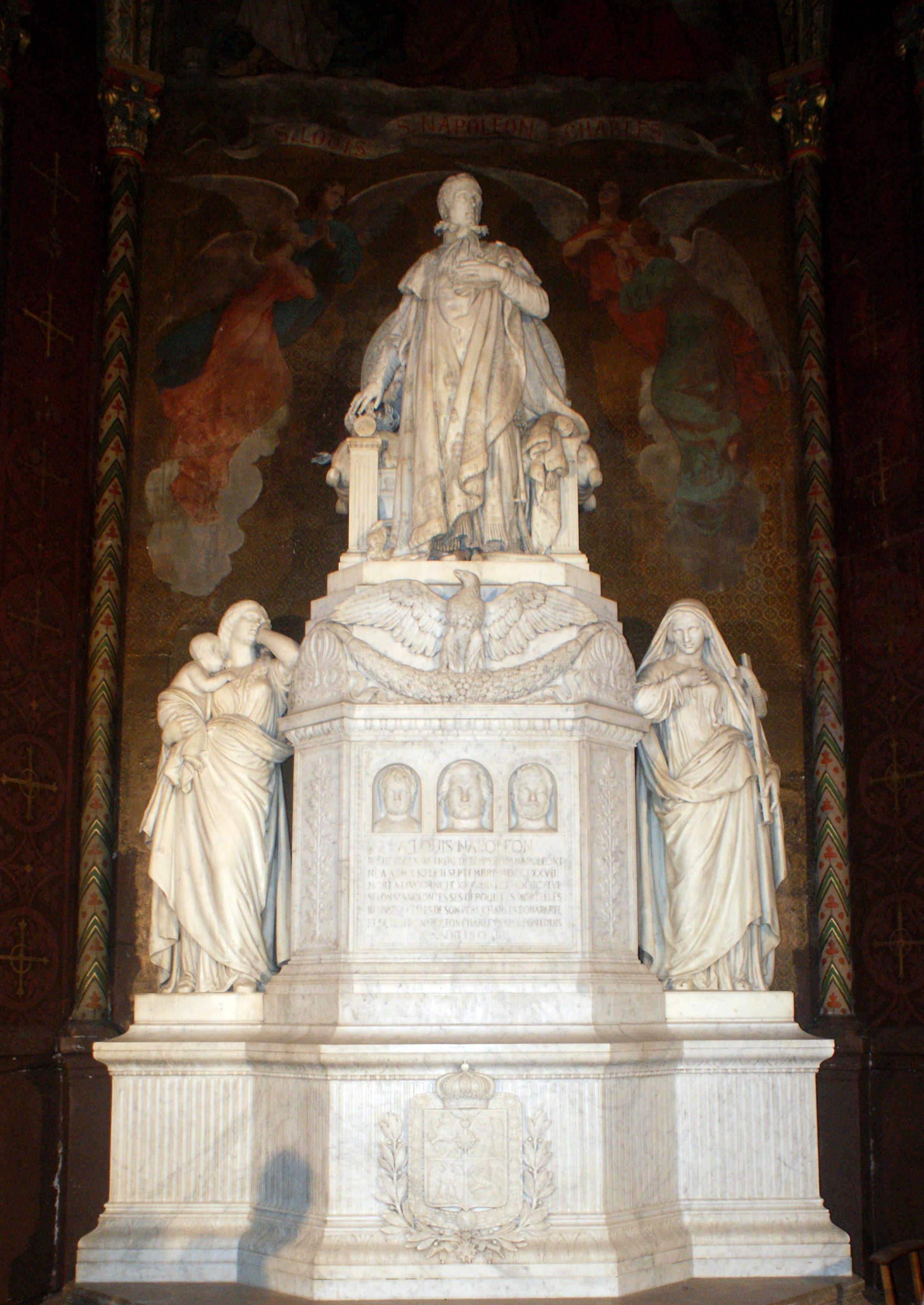
Tombeau de Louis Bonaparte (1862) à Saint-Leu-la-Forêt.

Conformément aux dispositions testamentaires de Louis Bonaparte, comte de Saint-Leu, ex-roi de Hollande et propriétaire du château de Saint-Leu depuis 1804, son corps et celui de son second fils Napoléon-Louis, grand-duc de Berg, mort de la rougeole en 1831 à Forli et enterré à Florence sont ramenés en France pour être inhumés à Saint-Leu-Taverny (Saint-Leu-la-Forêt depuis 1915). Ils y rejoignent dans l'ancienne église paroissiale Saint-Leu-Saint-Gilles (fin XVIIe siècle) deux membres proches de leur famille qui y reposent déjà depuis 1819 : Charles Bonaparte (mort en 1785) et Napoléon-Charles (mort en 1807), respectivement père et premier fils prématurément décédé de Louis Bonaparte. Les obsèques sont célébrés le 29 septembre 1847 en l'église paroissiale Saint-Leu-Saint-Gilles où les cercueils sont déposés en attendant que le monument projeté pour les recevoir soit élevé.
En 1851, la vieille église mal entretenue et délabrée est remplacée par un nouvel édifice construit à l'initiative du « prince-président » Charles-Louis-Napoléon Bonaparte, futur Napoléon III, troisième et dernier fils légitime de Louis Bonaparte. Celui-ci en supporte les coûts de construction et fait aménager une crypte pour y réunir les sépulcres des membres de sa famille : son aïeul, son père et ses deux frères y sont transférées. La reine Hortense est inhumée dans l'église de Rueil-Malmaison auprès de sa mère, l'impératrice Joséphine.
Louis Bonaparte ayant indiqué dans son testament qu'une somme de 60 000 francs était à prélever sur sa succession « pour la réalisation d'un tombeau par Monsieur Petitot, le gendre de [son] sculpteur attitré » (Pierre Cartellier, décédé en 1831), un monument est commandé au sculpteur Louis Petitot. L'œuvre est achevée en 1862 et placée dans l'église. Le marbre représente Louis Bonaparte, roi de Hollande, en costume d'apparat.

## Dans la culture

### Télévision
Dans la série La Guerre des trônes : La Véritable Histoire de l'Europe (2017) de Vanessa Pontet (2024-2025), Louis Bonaparte est interprété par Nans Thomassey.